# Terong Tawah
Terong Tawah is een bestuurslaag in het regentschap West-Lombok van de provincie West-Nusa Tenggara, Indonesië. Terong Tawah telt 5835 inwoners (volkstelling 2010).